# Canal de Meckel
El canal de Meckel (conegut també com a fossa de Meckel, forat de Meckel) és una obertura situada a la superfície medial (interior) del maxil·lar inferior, que exposa el cartílag de Meckel.
Els mamífers euteris moderns no tenen canal de Meckel, però sí que estava present en euteris primitius com Eomaia scansoria.